# デルマパンゲ
デルマパンゲ（DELLMAPANGE）は、吉本興業所属のお笑いコンビ 。2009年結成。NSC大阪校29期と同期扱い。

## メンバー
迫田 篤（さこだ あつし、1985年4月14日（40歳）- ）
ボケ担当、立ち位置は向かって左。
- 福岡県京都郡苅田町出身。身長163 cm。体重58 kg。血液型A型。
- 趣味は釣り（ブラックバス釣り）。
- 特技は自分に嘘をつかず言葉に念を乗せること。
- 高校卒業後、東京NSCに入学しようと考えていたが、親にこっぴどく反対されたため大学へ入学。
- 2019年から約1年間髪型をモヒカン刈りにしていた。
- 2020年にはごくせんの太ったヤンキーに憧れ金髪にした。

広木 英介（ひろき えいすけ、1985年8月12日（39歳）- ）
ツッコミ担当、立ち位置は向かって右。
- 福岡県北九州市出身。血液型A型。身長172 cm。体重68 kg。
- 趣味は飲酒、競馬、散歩。
- 特技はゲップ、球技、利き豚骨ラーメン。
- 持ちネタは美川憲一のものまね。
- アボカドが大好物で1日に1個半食べていたが、後にアボカドアレルギーを発症し食べられなくなった。

## 概要
- 「デルマパンゲ」は、迫田が音の響きのみでつけた造語であり、特に意味はない。コンビ名にちゃんとした意味のあるものをつけるのは照れる[2]、3回以上口にすると歯を磨かなければという気になったからという理由もあった[3]。広木が相方になる前、バンドをしている迫田の友人のライブで合間に喋っていた頃から名乗っていた。他のコンビ名候補は「ブッパオバ」「タマシワあみだくじ」「松ちゃん浜ちゃん」[3]。
- 福岡県立北九州高等学校の同級生だが、高校時代はほとんど交流はなかった[2]。
- 迫田が最初に組んだ相方が広木とも友人であったことから紹介され、広木が迫田を誘ってコンビ結成。迫田にとって広木は3人目の相方となる。地元福岡のインディーズライブ「お笑い番長」に出演した後に大阪に進出[2]。

## 芸風
漫才、コント共に行う。漫才に音響を用いることがある。
関西を拠点とするが、2人の出身地の方言である北九州弁でネタを演じる。

## 出囃子
- インディ・ジョーンズ「インディ・ジョーンズのテーマ」

## 賞レース戦績

### M-1グランプリ
| 年度             | 結果         | エントリー No. | 会場               | 日時     | 備考                 |
| ---------------- | ------------ | -------------- | ------------------ | -------- | -------------------- |
| 2006年（第6回）  | 1回戦敗退    |                | 大博多ホール       | 10月9日  | アマチュアとして出場 |
| 2007年（第7回）  | 2回戦進出    |                | ABCホール          | 11月10日 | アマチュアとして出場 |
| 2008年（第8回）  | 1回戦敗退    |                | HEP HALL           | 9月23日  | アマチュアとして出場 |
| 2009年（第9回）  | 2回戦進出    |                | HEP HALL           | 11月15日 | アマチュアとして出場 |
| 2010年（第10回） | 2回戦進出    |                | HEP HALL           | 10月31日 |                      |
| 2015年（第11回） | 3回戦進出    | 719            | よしもと漫才劇場   | 10月27日 |                      |
| 2016年（第12回） | 準々決勝進出 | 1451           | なんばグランド花月 | 11月7日  |                      |
| 2017年（第13回） | 3回戦進出    | 2009           | よしもと漫才劇場   | 10月25日 |                      |
| 2018年（第14回） | 3回戦進出    | 2190           | よしもと漫才劇場   | 10月23日 |                      |
| 2019年（第15回） | 準々決勝進出 | 3416           | なんばグランド花月 | 11月18日 |                      |
| 2020年（第16回） | 準々決勝進出 | 2807           | なんばグランド花月 | 11月16日 |                      |
| 2021年（第17回） | 準々決勝進出 | 3023           | なんばグランド花月 | 11月10日 |                      |
| 2022年（第18回） | 準々決勝進出 | 3908           | なんばグランド花月 | 11月15日 |                      |
| 2023年（第19回） | 準々決勝進出 | 1048           | なんばグランド花月 | 11月20日 |                      |
| 2024年（第20回） | 準々決勝進出 | 4818           | なんばグランド花月 | 11月20日 | ラストイヤー         |

### その他
- 2014年 第3回MBSラジオ演芸ヤングスネーク杯 準優勝
- 2015年 キングオブコント2015 2回戦進出
- 2017年 第2回上方漫才協会大賞 文芸部門賞
- 2018年 キングオブコント2018 2回戦進出
- 2019年 第7回MBSラジオ演芸ヤングスネーク杯 優勝
- 2019年 キングオブコント2019 2回戦進出
- 2020年 オールザッツ漫才若手ネタバトル準優勝
- 2022年 第1回NEXT芸人大賞 大賞

## 出演

### ラジオ
- デルマパンゲのラブウェイ（Artistspoken、2022年12月30日 - ） - 毎週金曜日更新[11]

## 単独ライブ
- 2014年 
  - 2月6日 - 「デルマパンゲの30分」（5UPよしもと/大阪）
  - 5月21日 - 「デルマパンゲの30分」（5UPよしもと/大阪）
  - 6月27日 - 「デルマパンゲの30分」（5UPよしもと/大阪）
  - 7月25日 - 「デルマパンゲの最強単独」（5UPよしもと/大阪）
  - 8月16日 - 「デルマパンゲの最強単独〜地元編〜」（あるあるYY劇場/福岡）
  - 10月4日 - 「デルマパンゲの帰ってきた最強単独」（5UPよしもと/大阪）
  - 11月15日 - 「デルマパンゲの絶対最強単独」（5UPよしもと/大阪）
- 2015年
  - 1月27日 - 「デルマパンゲのトリイホールで最強単独」（TORII HALL/大阪）
  - 8月16日 - 「デルマパンゲのZAZA POCKET'Sで最強単独」（道頓堀ZAZA POCKET'S/大阪）
- 2016年
  - 2月5日 - 「デルマパンゲのZAZA POCKET'Sで最強単独」（道頓堀ZAZA POCKET'S/大阪）
- 2017年
  - 7月16日 - 「デルマパンゲの最強単独 IN オマンゲキ」（よしもと漫才劇場/大阪）
- 2018年
  - 3月25日 - 「デルマパンゲのネタのみ最強単独」（道頓堀ZAZA POCKET'S/大阪）
- 2019年
  - 1月30日 - 「デルマパンゲのネタのみ最強単独」（道頓堀ZAZA POCKET'S/大阪）
  - 3月16日 - 「デルマパンゲのネタのみ最強単独」（道頓堀ZAZA HOUSE/大阪）
  - 7月6日 - 「デルマパンゲのネタのみ最強単独」（道頓堀ZAZA HOUSE/大阪）
  - 8月31日 - 「デルマパンゲのネタのみ最強単独」（道頓堀ZAZA HOUSE/大阪）
- 2020年
  - 6月16日 - 「デルマパンゲのネタのみ最強単独」（よしもと漫才劇場/大阪）※無観客配信
  - 8月7日 - 「デルマパンゲのネタのみ最強単独」（よしもと漫才劇場/大阪）（広木の咽頭炎により中止）
  - 10月18日 - 「デルマパンゲのネタのみ最強単独」（よしもと漫才劇場/大阪）
- 2024年
  - 7月22日 - 「デルマパンゲの((巨爆笑))ツアー～猛暑の大阪編～」（よしもと漫才劇場/大阪）[12][13]
  - 8月16日 - 「デルマパンゲの((巨爆笑))ツアー～酷暑の東京編～」（ヨシモト∞ホール/東京）（台風の接近により延期）
  - 9月20日 - 「デルマパンゲの((巨爆笑))ツアー～残暑の福岡編～」（福岡市民会館小ホール/福岡）
  - 10月12日 - 「デルマパンゲの((巨爆笑))ツアー～秋暑の愛知編～」（大須演芸場/愛知）